# Antony Gormley
Sir Antony Mark David Gormley, OBE (* 30. srpna 1950 Londýn), je britský sochař. Mezi jeho skulptury patří Anděl severu u severoanglického Gatesheadu, dílo zadané roku 1994 a vztyčené během února 1998, Another Place na pláži Crosby Beach poblíž Liverpoolu a Horizont událostí, instalace více soch poprvé vystavená v Londýně roku 2007, poté na Madison Square v New Yorku (2010), v São Paulu (2012) a mezi lety 2015–2016 také v čínském Hongkongu.
V roce 2008 jej deník The Daily Telegraph zařadil na 4. místo seznamu „100 nejvlivnějších osob britské kultury“. V londýnské aukční síni Christie's byla 14. října 2011 maketa sochy Anděl severu vydražena za částku 3 401 250 liber.

## Osobní život
Narodil se roku 1950 v britské metropoli Londýně jakožto nejmladší ze sedmi sourozenců do rodiny německé matky a irského otce. Podle Gormleyho vyjádření rodiče zvolili jméno tak, aby se počáteční písmena „AMDG“ shodovala s iniciálami latinského motta Tovaryšstva Ježíšova „Ad maiorem Dei gloriam“ – „K větší slávě Boží“. Vychován byl v římskokatolicky orientované rodině, žijící na hampsteadském předměstí Garden Suburb. Navštěvoval Ampleforth College v Yorkshire, školu spravovanou řádem svatého Benedikta. Mezi roky 1968–1971 pokračoval obory archeologie, antropologie a historie umění na Trinity College Univerzity v Cambridgi.
V letech 1971–1974 cestoval po Indii a Srí Lance, aby se seznámil s buddhismem. Po návratu na britské ostrovy nastoupil v roce 1974 ke studiu londýnské umělecké školy Saint Martin's School of Art a koleje Goldsmiths Londýnské univerzity. Vzdělání dokončil v období 1977–1979 postgraduálním programem sochařství na Slade School of Fine Art University College London.
Během postgraduálních studií na Slade se seznámil s Vicken Parsonsovou (nar. 1957), která se stala jeho asistentkou, svébytnou umělkyní, a v roce 1980 také jeho manželkou. Do manželství se jim narodily tři děti, dcera a dva synové.

## Výběr z díla

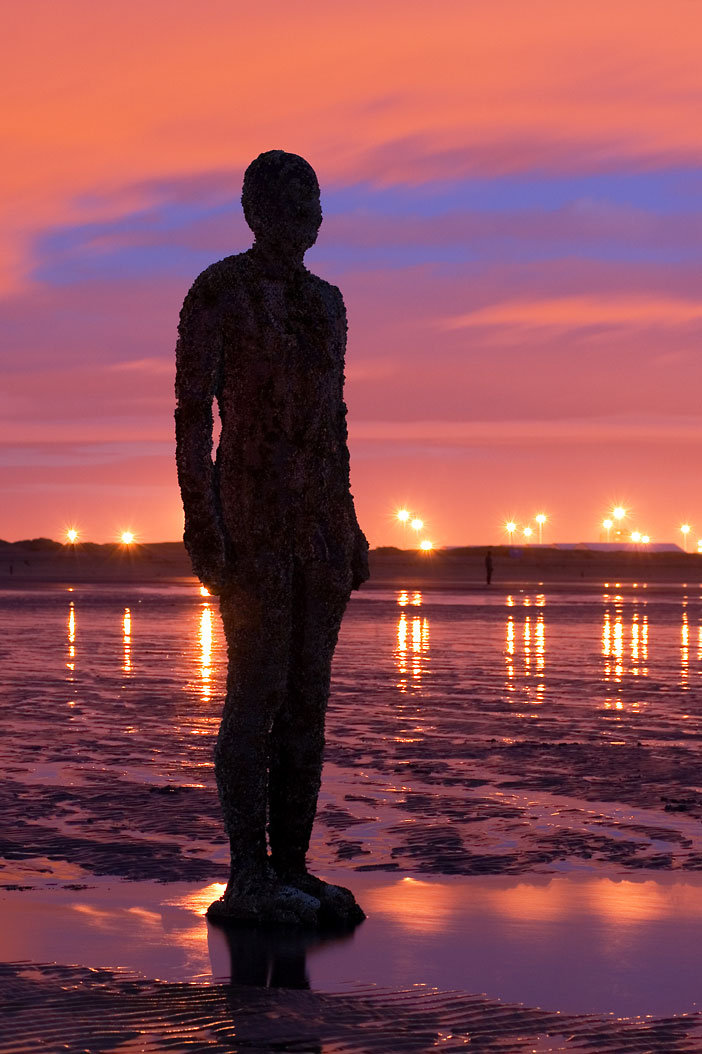
Another Place na pláži Crosby u Liverpoolu; 100 železných odlitků postav hledících od moře

- Bed (1981) – zakoupeno Tate Gallery.[7]
- Sound II (1986) – v kryptě Winchesterské katedrály, Winchester, Hampshire, Anglie
- Field (1991)
- Iron:Man (1993) – Victoria Square, Birmingham, Anglie
- Havmann (1995) – Mo i Rana, Norsko
- Another Place (1997) – stálá expozice na Crosby Beach u Liverpoolu, Anglie
- Quantum Cloud (1999) – Greenwich, Londýn, Anglie
- Broken Column (1999–2003) – Stavanger, Norsko
- Anděl severu (1998) – Low Fell (dohlédnutelný ze silnic A1 a A167), Gateshead, Tyne and Wear, Anglie
- Present Time (2001) – Mansfield College, Oxfordská univerzita
- Planets (2002) – Britská knihovna, Londýn[10]
- Filter (2002) – Manchester Art Gallery, Manchester, Anglie, od 2009
- Inside Australia (2003) – stálá expozice Lake Ballard, Západní Austrálie
- Time Horizon – archeologický park Scolacium u Catanzary, Kalábrie, Itálie
- Ferment (2007)[11]
- Blind Light (2007) – Hayward Gallery, jižní nábřeží, Londýn
- Horizont událostí (Event Horizon, 2007) – podél jižního nábřeží Temže, Londýn; Madison Square, New York (2010); São Paulo (2012); Hongkong (2015–2016)
- Reflection II (2008) – DeCordova Museum and Sculpture Park, Lincoln, Massachusetts, Spojené státy, od 2009
- One & Other (6. července – 14. října 2009) – Trafalgarské náměstí, Londýn, Anglie[12]
- Habitat – Gormleyho první stálá expozice ve Spojených státech, Anchorage, Aljaška, na ploše Anchorage Museum, odhadovaná cena 565 000 dolarů
- Another Time XI (2009) – na střeše Exeter College Oxfordské univerzity, dohlédnutelné z Broad Street v Oxfordu[13]
- Horizon Field (2010–2012) – nahé postavy, Rakouské Alpy[14]
- Exposure (2010) – Lelystad, Nizozemsko
- Cloud Chain (2010) – Les Archives Nationales, Paříž, Francie
- Mothership with Standing Matter (2011) – Lillehammer, Norsko[15]
- Witness (2011) – na piazze Britské knihovny, Londýn; objednáno anglickým PEN klubem k 90. výročí založení.[16]
- Horizon Field Hamburg (2012) – Deichtorhallen, Německo
- Stay (2015–2016) – Christchurch, Nový Zéland

## Galerie

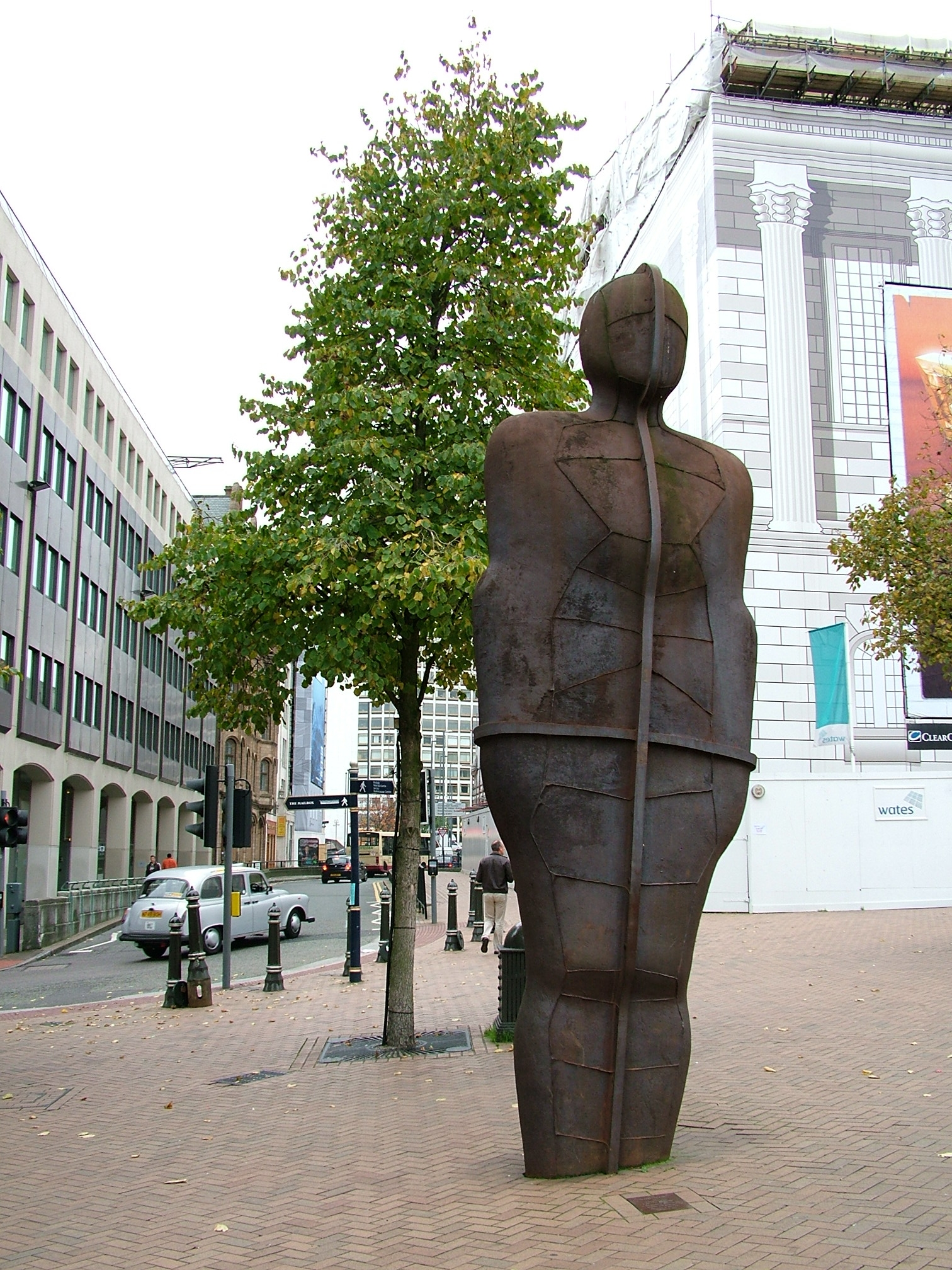
Iron: Man Victoria Square, Birmingham
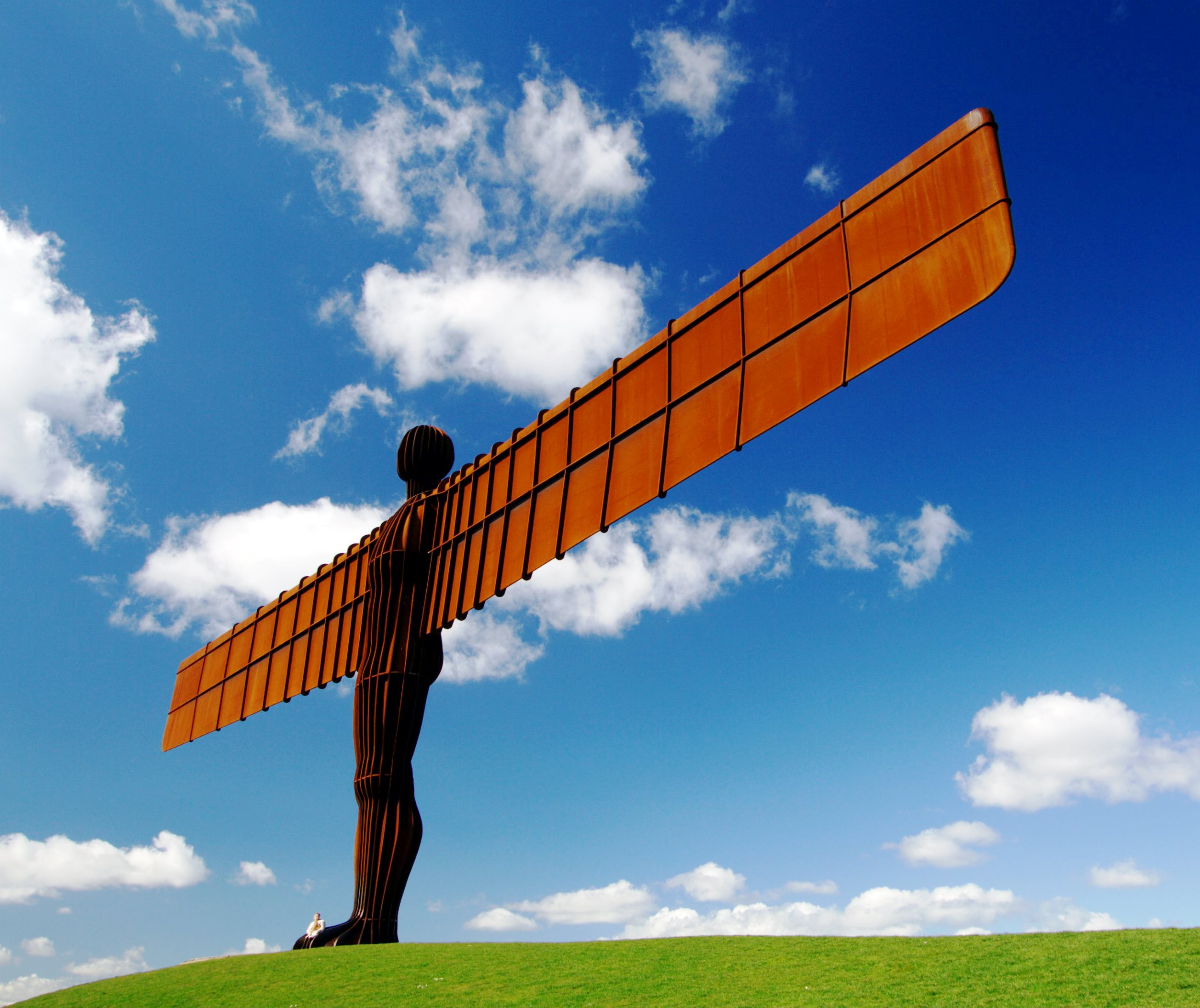
Anděl severu Gateshead
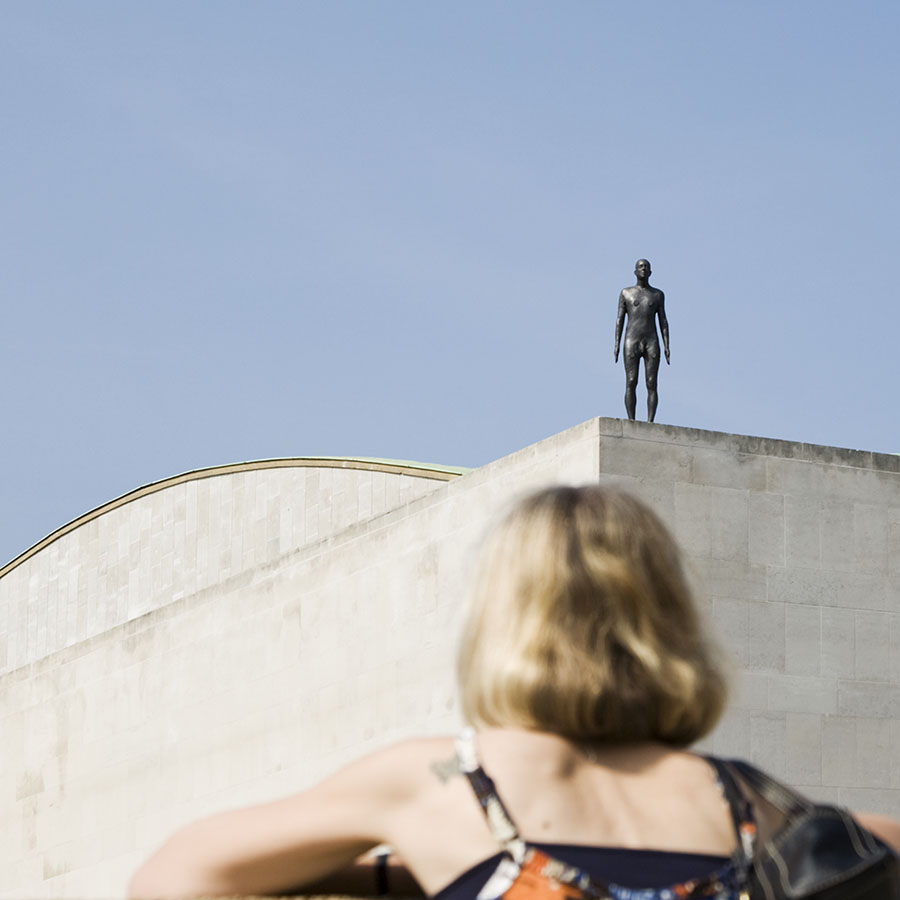
Horizont událostí 1 z 31 postav londýnské siluety
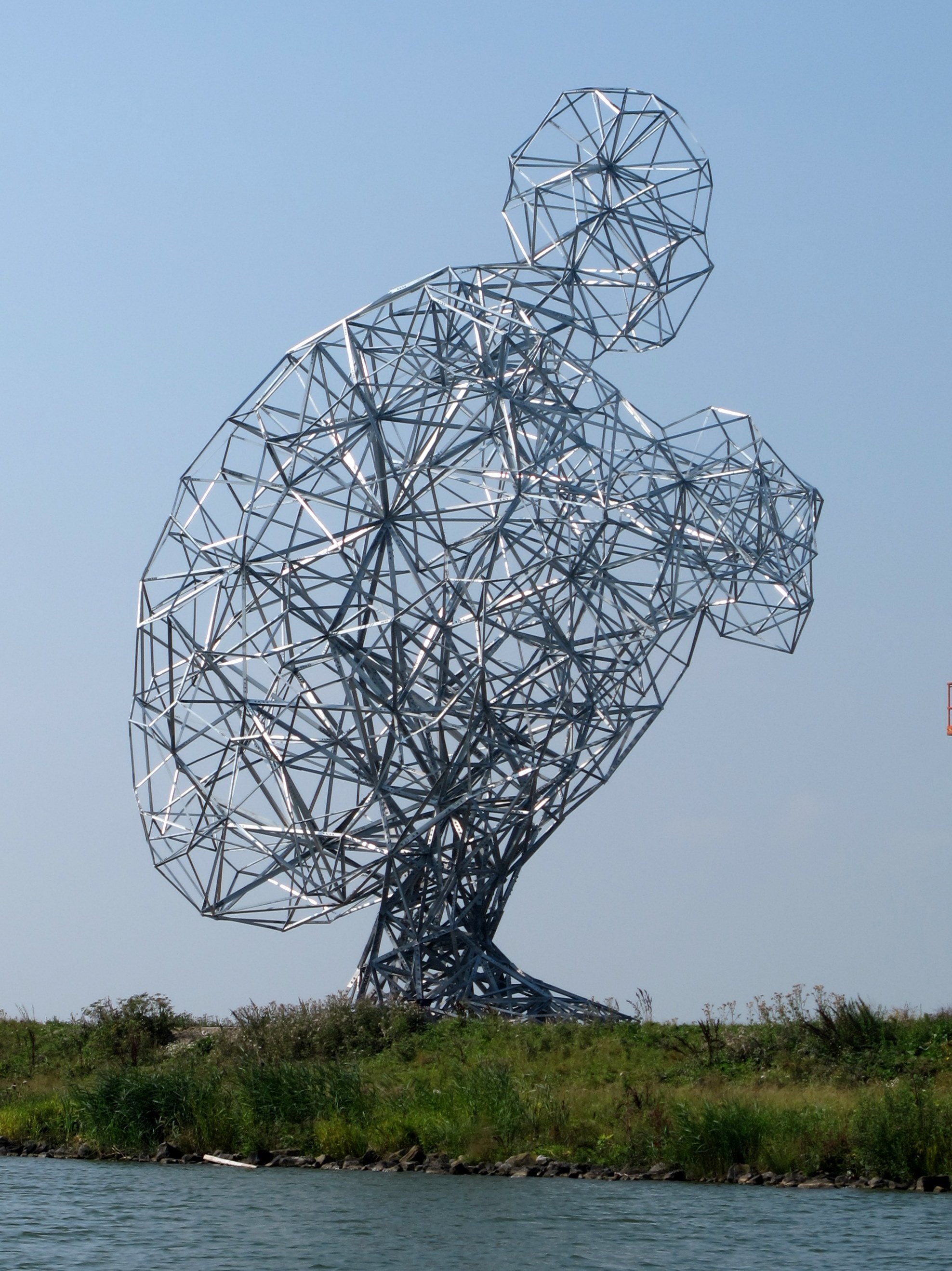
Exposure Lelystad
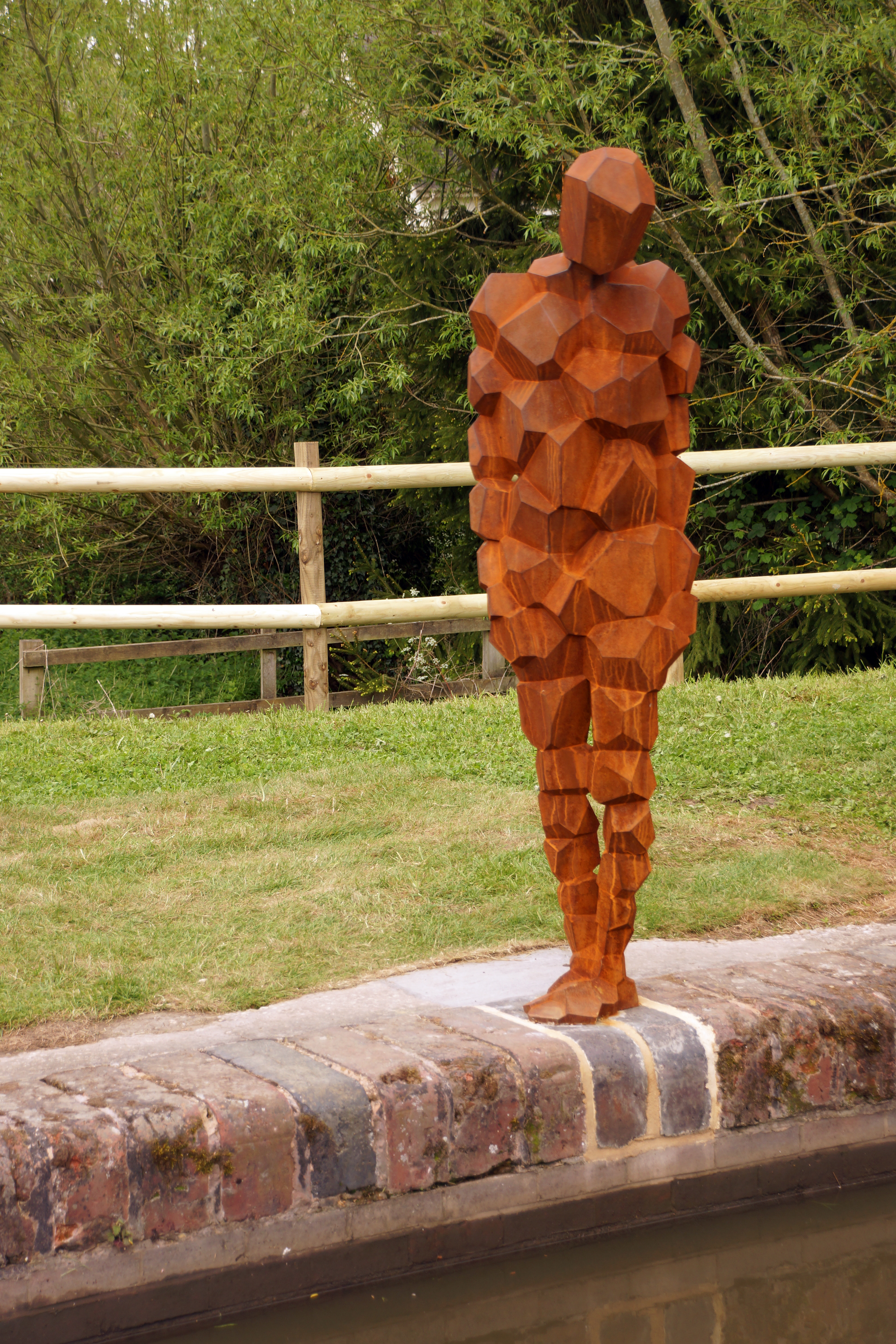
Land Lowsonford
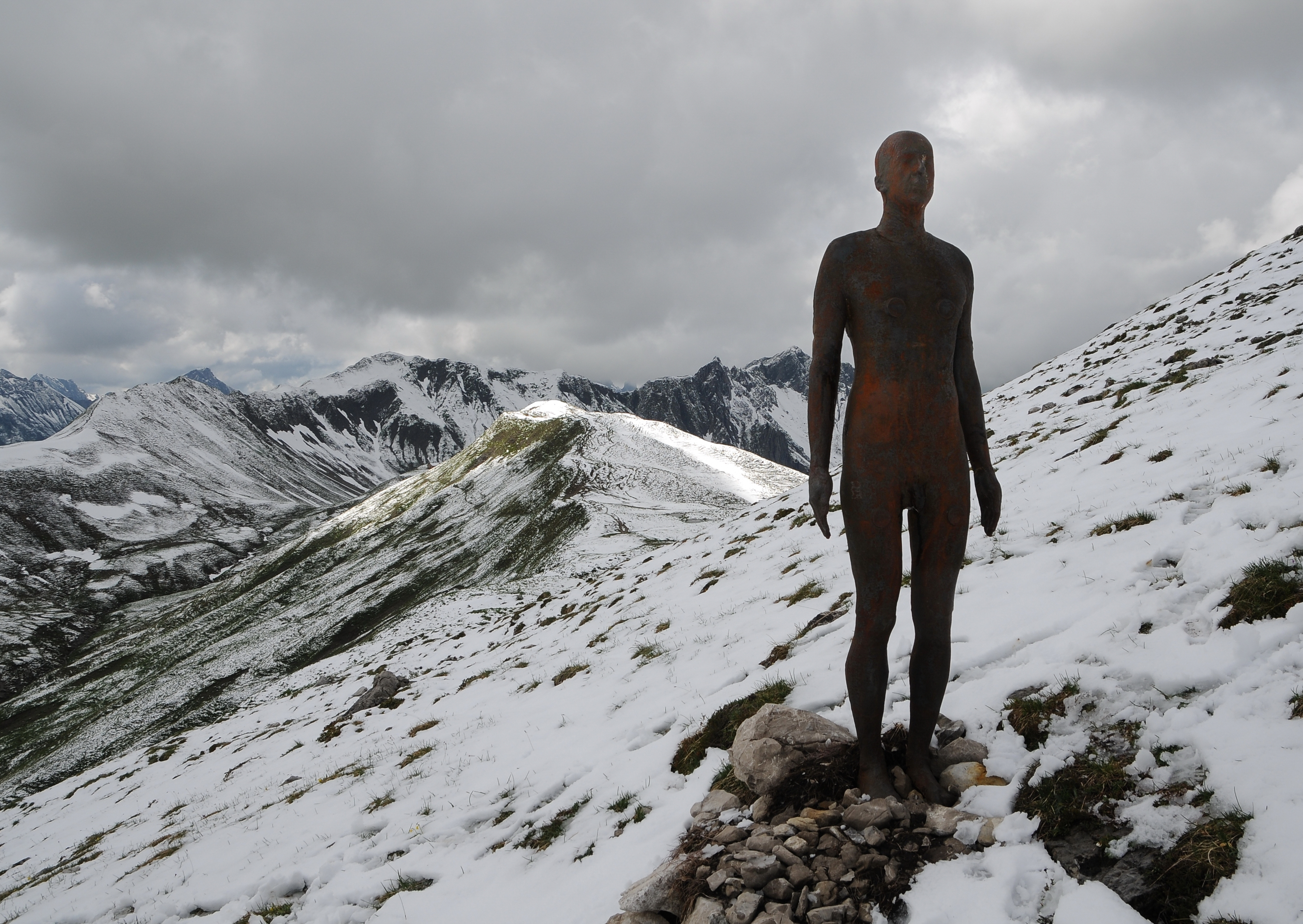
Horizon Field Höfergrat
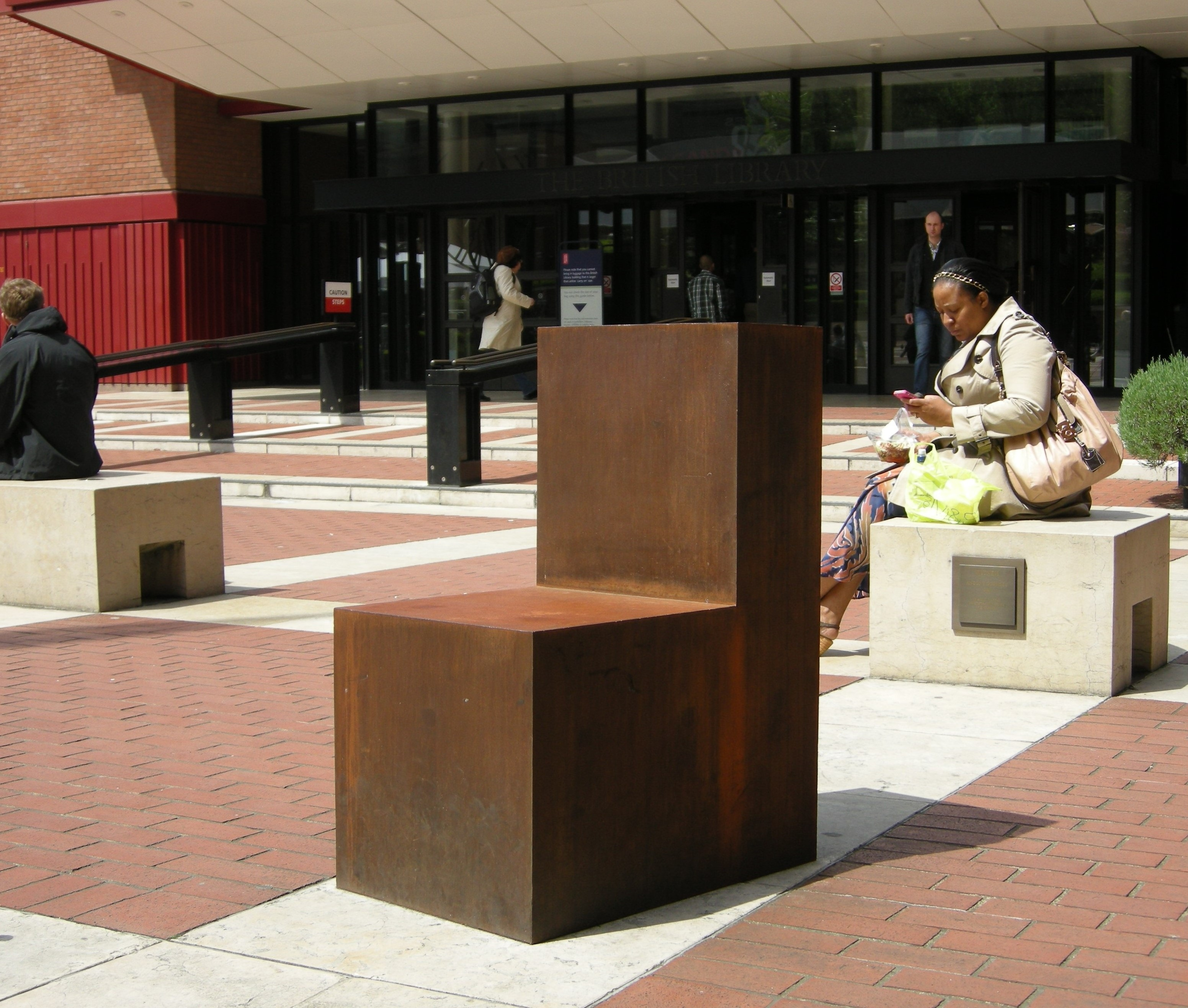
Witness Britská knihovna, Londýn
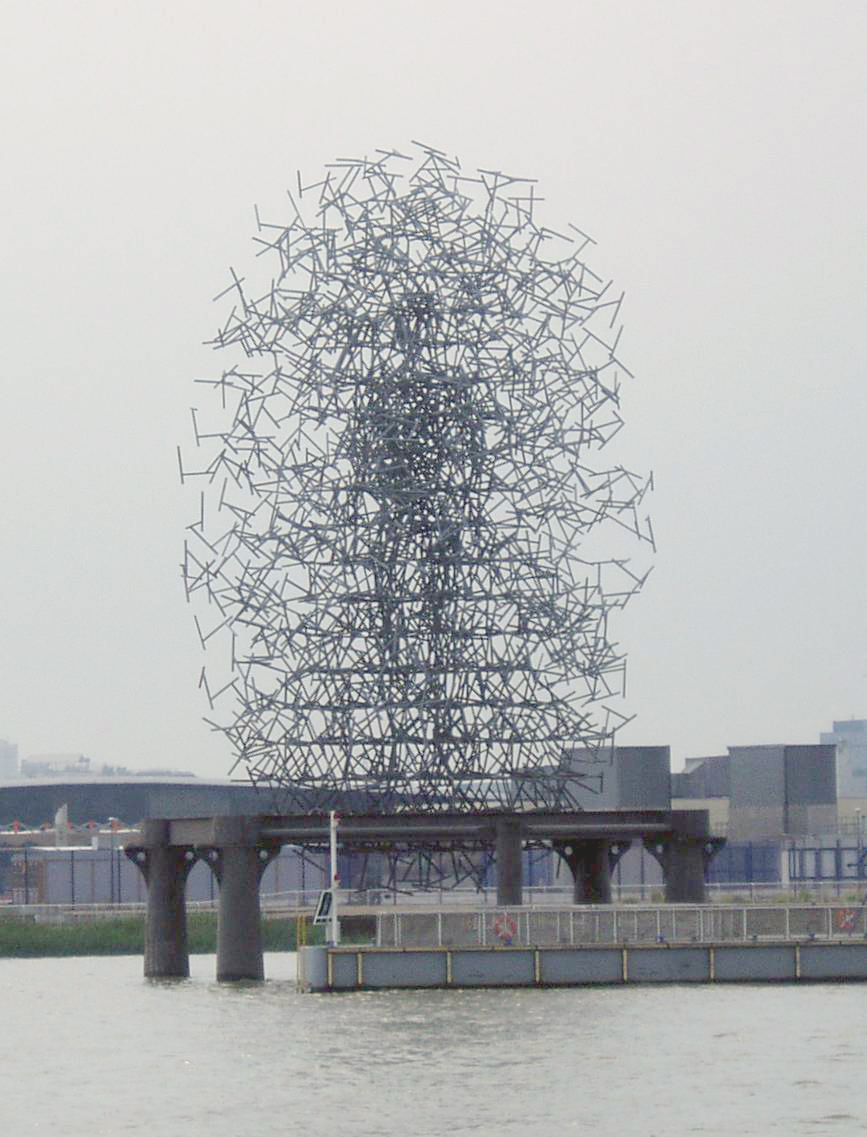
Quantum Cloud Greenwich, Londýn
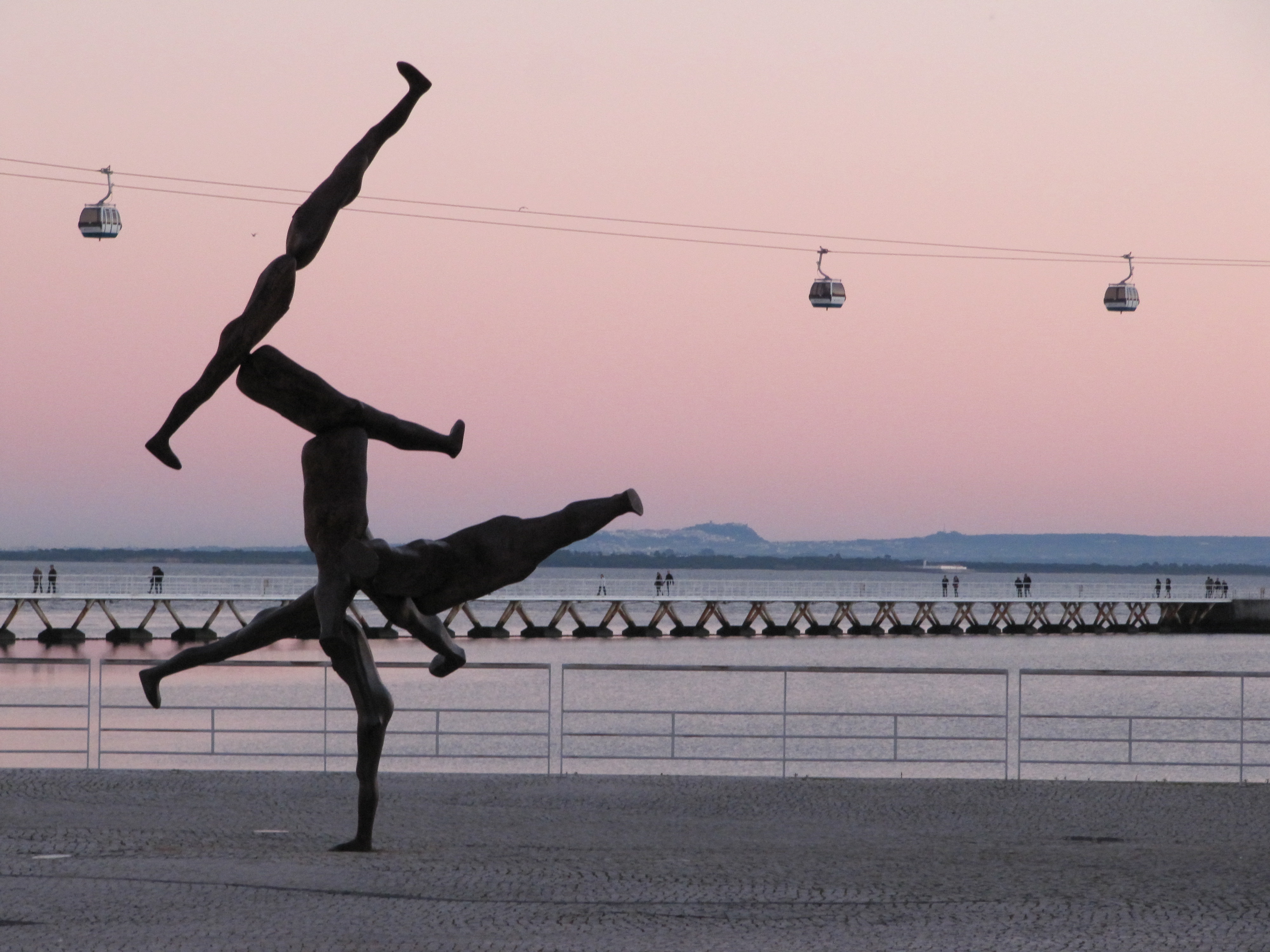
Rizoma Parque das Nações, Portugalsko